# XTC (группа)
XTC — британская рок-группа, образовавшаяся в 1976 году в Суиндоне, Англия, ставшая важной частью новой волны и исполнявшая альтернативный арт-рок с элементами панк-рока, фолк-прога, психоделии и авангарда. 
В чём-то созвучный американским нововолновым новаторам (Pere Ubu и Talking Heads), но отчасти продолживший и английские традиции рок-эксцентрики (Pink Floyd, The Kinks, Family), ансамбль прошел по замысловатому пути развития, опровергая сложившиеся в рок-н-ролле представления о жанровой сочетаемости, практикуя стилистическую и звуковую эклектику и создавая ироничные, интеллигентные тексты.
Несмотря на отдельные прорывы в чарты (синглы «Making Plans For Nigel», 1979, «Senses Working Overtime», 1982, альбом English Settlement, 1982), XTC не имели массовой популярности, но их работы высоко оценивались музыкальной критикой и оказали заметное влияние на развитие британского рока и будущего брит-попа в частности.

## История группы
Поющий гитарист Энди Партридж и басист Колин Моулдинг начали играть вместе в 1972 году, исполняя глэм-рок в духе New York Dolls и используя яркие самодельные сценические одеяния. В 1973 году к ним присоединился ударник Терри Чемберс, и возникла группа Helium Kidz, оставшаяся в истории благодаря небольшой статейке в NME, посвящённой перспективным молодым группам из Суиндона. Позже она изменила название на Star Park. В 1976 году к составу присоединился клавишник Барри Эндрюс и возник квартет под названием XTC. К этому времени, уже сформировалась британская панк-сцена, и, отказавшись от глэм-претензий, XTC стали играть обрывистый, жёсткий арт-поп-панк, обогащенный посторонними влияниями (ска, рэггей, фанк).

### 1977—1982
В 1977 году, после неудачной попытки с CBS Records, группа подписала контракт с Virgin Records и выпустила — сначала 3D EP, затем дебютный White Music. Альбом, записанный в течение лишь одной недели, получил благоприятные отзывы критики и вошёл в Top 40 — несмотря на то (а отчасти и благодаря тому), что сингл «Statue of Liberty» был запрещен на Би-би-си за якобы неприличные высказывания по отношению к Статуе Свободы («…В своих фантазиях я вплываю тебе под юбку»). Ни этот сингл, ни два последующих, «This Is Pop» и «Are You Receiving Me?», в чарты не вошли.
После выхода Go 2, вышедшего с бонусом «Go +» (с шестью даб-ремиксами), группа провела краткое американское турне. По возвращении Эндрюс ушел из состава: позже он стал участником группы The League of Gentlemen, образованной Робертом Фриппом, а затем занялся сольной карьерой.
Его место в XTC занял гитарист и клавишник Дэйв Грегори, с которым группа записала сингл «Life Begins at the Hop», впервые вошедший в чарты (#54, май 1979). С появлением Грегори звучание XTC (согласно Trouser press) стало спокойнее, но тексты, в основном, сатирического характера, сохранили бескомпромиссность, примером чему может служить первый хит группы «Making Plans For Nigel» (#17, октябрь 1979), включённый в третий альбом Drums And Wires. Текст песни вызвал крайнее недовольство компании British Steel. Ещё большую известность получил другой политический трек «Complicated Game», синглом так и не выпущенный. Альбом Drums and Wires получил высокие оценки критики, отметивших, впрочем, что группа вплотную приблизилась к поп-рынку. Пока альбом поднимался в американских чартах, Партридж выпустил первый сольный альбом, который практически прошёл незамеченным.
В Black Sea (#16 UK, 1980), группа ещё более сгладила острые грани, добавив к звучанию элементы поп-музыки 1960-х годов (The Beatles, The Kinks). Американским успехом альбом обязан двум синглам: «Generals and Majors» и «Towers of London». Вышедший год спустя English Settlement (с заметно усложнившимися аранжировками и текстами) оказался самым успешным альбомом группы (#5, UK), запустив в Top 10 ещё один хит, «Senses Working Overtime» (#10, январь 1982).
В ходе мартовских концертов 1982 года Партридж на сцене потерял сознание и слёг с диагнозом «нервное истощение». После того, как вскоре инцидент повторился, группа отменила все гастроли и выступила с заявлением о том, что с этих пор собирается сосредоточиться на студийной работе. Незадолго до выхода сборника Waxworks — Some Singles (1977—1982) группу покинул Чемберс, расстроенный отсутствием доходов от концертной деятельности. XTC не стали искать ему замену, а в течение последующих лет приглашала ударников: в их числе были Питер Фиппс, Прэйри Принс (The Tubes), Дэйв Мэттакс (Fairport Convention), Пэт Мастелотто (King Crimson, Mr. Mister), Чак Сабо и Иэн Грегори (брат Дэйва, известный также под псевдонимом E.I.E.I. Owen).

### 1983—1988
Летом 1983 года после проволочек (связанных с нежеланием лейбла выпускать очередной некоммерческий альбом) вышел Mummer, в котором на ударных сыграл Пит Фиппс из The Glitter Band. Отказ XTC от гастролей с одной стороны вызвал недовольство Virgin, с другой (по мнению рецензента AllMusic), стал, возможно, единственной причиной, почему сингл «Love on a Farmboy’s Wages» не поднялся в чартах выше 50-го места. В том же году группа под псевдонимом Three Wise Men выпустила рождественский сингл «Thanks for Christmas». Если Mummer был альбомом умиротворенно-пасторальным, то The Big Express, который группа записала втроём, ознаменовал возвращение к городскому року и урбанистической тематике.
Выпустив альбом-пародию на британскую психоделию 25 O’Clock (1985), под вывеской Dukes of Stratosphear, XTC отправились в «лесную» студию Тодда Рандгрена (в Вудстоке, штат Нью-Йорк) для работы над Skylarking. Работа шла трудно, у Партриджа с Рандгреном назрел конфликт, и лишь некоторое время спустя лидер группы смягчил своё отношение к пластинке, которую поначалу раскритиковал. Критики, напротив, оценили работу высоко, причем в США Skylarking имел больший успех, чем в Британии, продержавшись в чартах шесть недель (но не поднявшись при этом выше 70-го места). Споры вызвал сингл «Dear God» антирелигиозного содержания (позже кавер на него сделала Сара Маклахлан).
В 1987 году вышел второй альбом Dukes of Stratosphear, Psonic Psunspot; год спустя эти две пластинки были переизданы как двойной альбом. Психоделические мотивы, наработанные в сайд-проекте реализовались в записанном продюсером Полом Фоксом альбоме XTC Oranges and Lemons, синглы из которого «Mayor of Simpleton» и «King for a Day» получили ротацию на MTV. В эти дни у Партриджа (все ещё женатого) начался роман с американской поклонницей Эрикой Векслер, племянницей известного продюсера Джерри Векслера (позже она стала его второй женой). Эта история легла в основу сюжета песни «Another Satellite». Два сингла — «Dear Madame Barnum» и «The Ballad Of Peter Pumpkinhead» — вошли в чарты по обе стороны Атлантики. Особое внимание обратил на себя видеоклип ко второму из них, в котором проводилась необычная параллель между Иисусом Христом и Джоном Ф. Кеннеди.
Альбом Nonsuch (названный в честь дворца короля Генриха VIII и записанный с продюсером Гасом Дандженом) также имел успех, однако именно после его выхода у группы начался конфликт с лейблом Virgin Records, который сначала выпустил десятки тысяч экземпляров сингла «Wrapped in Grey», а потом снял их с продажи и уничтожил. Параллельно группа вне суда разбиралась с делами бывшего менджемента: текст песни «I Bought Myself a Liarbird» (из альбома The Big Express) намекает на некие финансовые махинации со стороны последнего. Дело было улажено на условиях, которые, судя по всему, запрещали группе выступать с открытыми заявлениями на этот счет. В 1993 году XTC объявили «забастовку», которая длилась до 1998 года и в конечном итоге привела к разрыву контракта. За эти шесть лет вышли лишь компиляция Upsy Daisy Assortment и двойной бокс-сет Fossil Fuel: The XTC Singles 1977—1992.

### 1998—2005
Покинув Virgin, Партридж настоял на проверке финансовых документов группы, и выяснилось, что записывающая компания не доплатила музыкантами значительные суммы гонораров. Наличность, выплаченную после того, как конфликт был улажен, Партридж и Молдинг использовали для обустройства хорошо оснащенных студий и с этого момента стали работать каждый у себя дома, лишь изредка арендуя известные студии — в частности, лондонскую «Эбби Роуд». Наконец, они основали собственный лейбл Idea Records и занялись амбициозным релизом Apple Venus, сборником вещей, записывавшихся в период конфликта с Virgin. Первоначально группа планировала выпустить двойной альбом, разделенный на акустическую (записанную с оркестром) и электрическую стороны. Финансовые соображения, однако, вынудили XTC выпустить первую часть прежде, чем была закончена вторая. Альбом получил высокие оценки Q, Entertainment Weekly, Spin, а журнал Mojo вывел его на #7 в списке лучших альбомов 1999 года.
В ходе работы над Apple Venus Volume 1 Дэйв Грегори покинул состав: его не устраивал упор на оркестровые и клавишные аранжировки, что оставляло его не у дел (и со значительно меньшими гонорарами). Позже Партридж заявил, что они с Молдингом в любом случае собирались уволить Грегори из-за его «угрюмости» в студии и неспособности аранжировать песни самостоятельно. Это возмутило фэнов группы, которые считали вклад Грегори в музыку группы огромным. Следующий альбом Wasp Star (Apple Venus Volume 2) был в большей степени гитарным. (В октябре 2005 года обе пластинки были объединены в бокс-сет Apple Box, 4СD).
Получив полную независимость в собственной студии, Молдинг и Партридж выпустили инструментальные и демонстрационные версии своих двух первых альбомов (на Idea Records): Apple Venus и Wasp Star. Позже Партридж (без участия Молдинга) выпустил серию альбомов демозаписей своих песен под общим заголовком Fuzzy Warbles (2002) на новом лейбле APE. Тем временем Virgin выпустили бокс-сет (4CD) Coat of Many Cupboards (2002).

### 2005-настоящее время
Поскольку в сборник Apple Box вошли два новых трека XTC («Spiral» Патриджа и «Say It» Молдинга), появились слухи о возможном воссоединении группы. Но в ноябре 2006 года Патридж в ряде интервью заявил, что Молдинг утратил интерес к музыке (перестал даже слушать, не только записывать), что сам он не видит будущего для XTC без Молдинга и потому о группе предпочитает говорить «в прошедшем времени». В феврале 2008 года Партридж рассказал, что он с Молдингом по-прежнему общается только при посредстве менеджера, обсуждая лишь передвижения финансовых активов, но что уладил противоречия с Грегори и оба не исключают возможности поработать вместе.
В июле 2008 года Партридж подтвердил, что его партнерство с Молдингом — дело прошлого. В 2010 году началась серия переизданий: вышли 25 O’Clock и Psonic Psunspot, на лейбле Партриджа APE House. Затем здесь вышли расширенные версии альбомов English Settlement, Skylarking, и Oranges & Lemons.
В 2010 году Партридж обратился к фэнам с просьбой помочь сформировать материал следующего сборника, Bric-a-Brac Breakfast.

## Дискография

### Студийные альбомы
- White Music (1978)
- Go 2 (1978)
- Drums and Wires (1979)
- Black Sea (1980)
- English Settlement (1982)
- Mummer (1983)
- The Big Express (1984)
- 25 O’Clock (1985, как The Dukes of Stratosphear)
- Skylarking (1986)
- Psonic Psunspot (1987, как The Dukes of Stratosphear)
- Oranges and Lemons (1989)
- Nonsuch (1992)
- Apple Venus Volume 1 (1999)
- Wasp Star (Apple Venus Volume 2) (2000)

### Мини-альбомы (выборочно)
- 3D (1977)
- Go + (1978)
- Live & More (1981, только в Японии)
- 5 Senses (1981, Канада)
- Senses Working Overtime(1982)
- Dear God (1987)
- The Disappointed(1992)
- Demo Tracks (1992, Япония)
- A Hello Selection (1994, Энди Партридж)